# Togny-aux-Bœufs
Togny-aux-Bœufs település Franciaországban, Marne megyében. Lakosainak száma 138 fő (2022. január 1.). Togny-aux-Bœufs Vésigneul-sur-Marne, Coupetz, Faux-Vésigneul, Mairy-sur-Marne, Pogny és Vitry-la-Ville községekkel határos.

## Népesség
A település népessége az elmúlt években az alábbi módon változott:
| Lakosok száma | 163  | 165  | 166  | 150  | 131  | 137  | 137  | 138  | 138  | 138  |
|               | 1968 | 1982 | 1990 | 2006 | 2013 | 2015 | 2017 | 2019 | 2020 | 2022 |